# Tête du Géant
La tête du Géant est une montagne située à la limite de la Haute-Savoie et du canton suisse du Valais, dans le massif du Chablais. Elle culmine à 2 228 ou 2 232 mètres d'altitude. Elle marque la frontière franco-suisse entre le val d'Abondance et le val de Morgins.

## Toponymie
Le nom « Géant » fait habituellement référence à un être de très grande taille, et attribue le relief à une partie de son anatomie,, en l'occurrence ici la tête d'un géant.

## Géographie

### Situation
La tête du Géant appartient à un alignement de sommets s'étendant entre le pas de Morgins (Châtel) et le col de Chésery (Morzine), et servant de frontière entre la France et la Suisse. Côté français, la tête du Géant est délimitée par le ruisseau des Combes (nord) et le ruisseau du Blattin (sud), affluents de la Dranse d'Abondance.

### Topographie
La tête du Géant se présente sous la forme d'un relief rectiligne, orienté sud-est - nord-ouest. Elle se caractérise par des versants entièrement constitués de falaises tandis que son sommet présente une morphologie arrondie et est couvert de pelouse.

### Géologie
La tête du Géant appartient à la Brèche supérieure (Kimméridgien - Tithonien) de la nappe de la Brèche. Les bancs, bien visibles en falaise, présentent un pendage à tendance monoclinale, orienté vers le nord-ouest. Sur le versant suisse, la paroi décrit le reste de la stratigraphie de la nappe de la Brèche où la tête du Géant repose en partie sur les schistes ardoisiers (Callovien - Oxfordien) mais une faille au nord tronque la succession et met en contact la Brèche supérieure avec la Brèche inférieure (Jurassique inférieur à moyen) voire les schistes inférieurs (Sinémurien - Aalénien).